# Prasinocyma simpliciata
Prasinocyma simpliciata là một loài bướm đêm trong họ Geometridae.